# Melodi Grand Prix 2022
Melodi Grand Prix 2022 – 60. edycja festiwalu, będącego norweskimi eliminacjami do 66. Konkursu Piosenki Eurowizji. Półfinały odbędą się, kolejno: 15, 22, 29 stycznia oraz 5 lutego, dwuetapowy koncert drugiej szansy – 7 oraz 12 lutego, a finał – 19 lutego.

## Lokalizacja

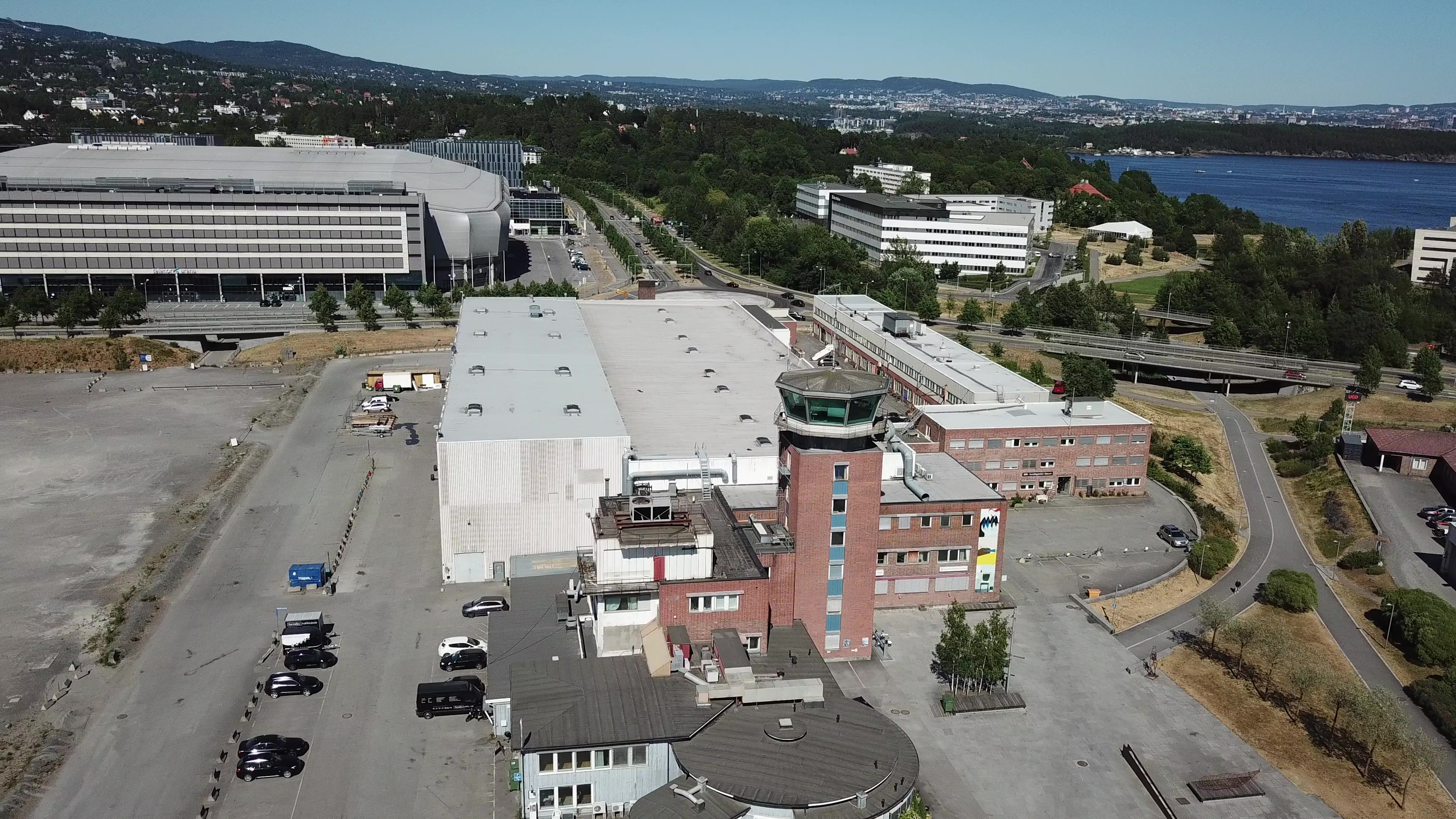
H3 Arena, miejsce organizacji każdego z koncertów Melodi Grand Prix 2022, w tle widoczna Telenor Arena.

Po raz drugi z rzędu, konkurs odbędzie się w H3 Arena w Fornebu, pod Oslo – stolicą Norwegii. Obiekt ma powierzchnię 2215 metrów kwadratowych i może pomieścić do 1300 gości oraz kolejnych 100 pracowników i ekip scenicznych. H3 Arena została otwarta w 2014 roku i organizuje targi, pokazy mody, kolacje wigilijne, koncerty i imprezy branżowe. Hala jest również wykorzystywana do wielu dużych produkcji telewizyjnych, takich jak Stjernekamp czy norweski Idol. Sala znajduje się w pobliżu Telenor Areny – największej wielofunkcyjnej hali sportowej w Norwegii. H3 Arena to dawny hangar lotniczy, który został zbudowany w tym samym czasie, co lotnisko Fornebu. Znajduje się obok starej wieży lotów na lotniska. Pierwsza część hangaru została zbudowana w 1940 roku, natomiast rozbudowę zakończono w 1968 roku. Hangar działał do jesieni 1998 roku, kiedy lotnisko Fornebu zostało zamknięte i zastąpione nowym lotniskiem Oslo-Gardermoen.
Pierwszy etap drugiej szansy, z 12 uczestnikami, którzy odpadli w półfinale, będzie transmitowany z siedziby NRK w Oslo, a występy uczestników nie będą nadawane na żywo, lecz będą one powtórkami ich występów z etapu półfinałów.

## Przebieg konkursu

### Format
Konkurs składa się z czterech półfinałów, koncertu drugiej szansy oraz finału. W każdym półfinale, dwóch półfinalistów zostanie wylosowanych do jednego duelu (2 duele na półfinał), a zwycięzcy 2 dueli spotkają się w złotym duelu, z którego zwycięzca automatycznie zapewni sobie miejsce w finale, a reszta uczestników kwalifikuje się do koncertu drugiej szansy. O wyniku pojedynków zadecydują telewidzowie. Format ma być w większej mierze podobny do formatu konkursu z 2021 roku, jednak w październiku 2021 roku nadawca NRK ogłosił, iż planuje wprowadzenie zmian w niektórych aspektach, a zaprezentowana została również możliwość wprowadzenia głosowania jurorów, co upodobniło by głosowanie w Melodi Grand Prix do tego w Konkursie Piosenki Eurowizji.
| Etap              | Data        | Lokalizacja          | Uczestnicy |
| ----------------- | ----------- | -------------------- | --- |
| Pierwszy półfinał | 15 stycznia | H3 Arena, Fornebu    | 4 półfinalistów, 1 automatycznie zakwalifikowany artysta                                                               |
| Drugi półfinał    | 22 stycznia | H3 Arena, Fornebu    | 4 półfinalistów, 1 automatycznie zakwalifikowany artysta                                                               |
| Trzeci półfinał   | 29 stycznia | H3 Arena, Fornebu    | 4 półfinalistów, 1 automatycznie zakwalifikowany artysta                                                               |
| Czwarty półfinał  | 5 lutego    | H3 Arena, Fornebu    | 4 półfinalistów, 1 automatycznie zakwalifikowany artysta                                                               |
| Druga szansa      | 7 lutego    | NRK Marienlyst, Oslo | 12 artystów, którzy odpadli na etapie półfinałów.                                                                      |
| Druga szansa      | 12 lutego   | H3 Arena, Fornebu    | 4 artystów, którzy zdobyli najwięcej głosów w pierwszym etapie drugiej szansy, 1 automatycznie zakwalifikowany artysta |
| Finał             | 19 lutego   | H3 Arena, Fornebu    | 10 finalistów: 5 automatycznie zakwalifikowanych, 4 z półfinałów, 1 z drugiej szansy.                                  |

### Prowadzący
20 grudnia 2021 roku ogłoszono, że konkurs prowadzić będą Annika Momrak, Mikkel Niva i Kåre Magnus Bergh. Bergh został gospodarzem Melodi Grand Prix po raz ósmy, podczas gdy Momrak oraz Niva będą prowadzącymi konkursu po raz pierwszy.

## Uczestnicy
| Artysta                | Piosenka                     | Kompozytor(zy)                                                                                              |
| ---------------------- | ---------------------------- | --- |
| Alexandra Joner        | „Hasta la vista”             | Henrik Sæter, Jazara Aden Hutton                                                                            |
| Anna-Lisa Kumoji       | „Queen Bees”                 | Olli Äkräs, Alan Roy Scott, Elsbeth Rehder, Anna-Lisa Kumoji                                                |
| Christian Ingebrigtsen | „Wonder of the World”        | Christian Ingebrigtsen, Michael Hunter Ochs, Henrik Tala                                                    |
| Daniel Lukas           | „Kvelertak”                  | Daniel Lukas Kalelic, Are Næsset                                                                            |
| Eline Noelia           | „Ecstasy”                    | Eline Noelia Myreng, Audun Agnar Guldbrandsen, Tea Megaard                                                  |
| Elsie Bay              | „Death of Us”                | Elsa Søllesvik, Jonas Holteberg Jensen, Andreas Stone Johansson                                             |
| Farida                 | „Dangerous”                  | Farida Bolseth Benounis, Rasmus Simon Vedvik Thallaug, Atle Pettersen, Peter Newman, Hannah Dorothy Bristow |
| Frode Vassel           | „Black Flowers”              | Frode Vassel, Benjamin Larsen, Niklas Rosström, Celine Alette Pedersen Breivoll                             |
| Kim Wigaard            | „La melodia”                 | Kim Wigaard Johansen, Marius Hagen, Karianne Sissener Amundsen, Ronny Janssen                               |
| Lily Löwe              | „Bad Baby”                   | Lill Sofie Wilsberg, Trond Holter, Victoria Land                                                            |
| Mari Bølla             | „Your Loss”                  | Lars Horn Lavik, Morten Franck, Mari Eriksen Bølla                                                          |
| Maria Mohn             | „Fly”                        | Maria Mohn, Einar Kristiansen Five                                                                          |
| Mira Craig             | „We Still Here”              | Mira Craig, Bård Berg                                                                                       |
| NorthKid               | „Someone”                    | Helge Moen, Alex Charles, Sandra Lyng, Jim Bergsted                                                         |
| Oda Gondrosen          | „Hammer of Thor”             | Morten Franck, Elsa Søllesvik, Torgeir Ryssevik, Oda Kristine Gondrosen                                     |
| Sofie Fjellvang        | „Made of Glass”              | Sofie Fjellvang, Kjetil Mørland                                                                             |
| Steffen Jakobsen       | „With Me Tonight”            | Mats William Wennerberg, Nicolai Herwell                                                                    |
| Sturla                 | „Skår i hjerte”              | Sturla Fagerli Larsen                                                                                       |
| Subwoolfer             | „Give That Wolf a Banana”    | Keith, Jim, DJ Astronaut                                                                                    |
| Trollfest              | „Dance Like a Pink Flamingo” | Eirik Renton, Jostein Austvik                                                                               |
| Vilde                  | „Titans”                     | Vilde Johannessen, Ben Adams, Sindre Timberlid Jenssen                                                      |

## Półfinały
Legenda:
    Zwycięzca półfinału
    Automatyczny finalista

### Pierwszy półfinał
Pierwszy półfinał odbył się 15 stycznia 2022 roku w H3 Arena w Fornebu. Automatycznym finalistą prezentującym się jako akt interwałowy została Elsie Bay z utworem „Death of Us”.

#### Uczestnicy
| D. | Lp. | Wykonawca    | Piosenka                     |
| -- | --- | ------------ | ---------------------------- |
| I  | 1   | Eline Noelia | „Ecstasy”                    |
| I  | 2   | Mira Craig   | „We Still Here”              |
| II | 3   | Trollfest    | „Dance Like a Pink Flamingo” |
| II | 4   | Frode        | „Black Flowers”              |
| –  | 5   | Elsie Bay    | „Death of Us”                |

#### Rezultat
Czterech uczestników zostało podzielonych na dwa duele, które zostały wylosowane na żywo podczas półfinałów. Zwycięzcy każdego pojedynku spotkali się następnie w decydującym złotym duelu, w którym zwycięzca zajął miejsce w finale. Głosowanie składało się w 100% z głosowania telewidzów.
|  |       |                                        |       |                       |   |            |                        |            |
|  | Duele | Duele                                  | Duele |                       |   | Złoty duel | Złoty duel             | Złoty duel |
|  | Duele | Duele                                  | Duele |                       |   | Złoty duel | Złoty duel             | Złoty duel |
|  |       |                                        |       |                       |   |            |                        |            |
|  |       |                                        |       |                       |   |            |                        |            |
|  | 1     | Eline Noelia „Ecstasy”                 | T     |                       |   |            |                        |            |
|  | 1     | Eline Noelia „Ecstasy”                 | T     |                       |   |            |                        |            |
|  | 2     | Mira Craig „We Still Here”             | N     |                       |   |            |                        |            |
|  | 2     | Mira Craig „We Still Here”             | N     |                       |   | 1          | Eline Noelia „Ecstasy” | N          |
|  |       |                                        |       |                       |   | 1          | Eline Noelia „Ecstasy” | N          |
|  |       |                                        | 4     | Frode „Black Flowers” | T |            |                        |            |
|  | 3     | Trollfest „Dance Like a Pink Flamingo” | 4     | Frode „Black Flowers” | T | N          |                        |            |
|  | 3     | Trollfest „Dance Like a Pink Flamingo” |       |                       |   |            |                        |            |
|  | 4     | Frode „Black Flowers”                  | T     |                       |   |            |                        |            |
|  | 4     | Frode „Black Flowers”                  | T     |                       |   |            |                        |            |
|  |       |                                        |       |                       |   |            |                        |            |

### Drugi półfinał
Drugi półfinał odbył się 22 stycznia 2022 roku w H3 Arena w Fornebu. Automatycznym finalistą prezentującym się jako akt interwałowy został Christian Ingebrigtsen z utworem „Wonder of the World”.

#### Uczestnicy
| D. | Lp. | Wykonawca              | Piosenka              |
| -- | --- | ---------------------- | --------------------- |
| I  | 1   | Lily Löwe              | „Bad Baby”            |
| I  | 2   | Steffen Jakobsen       | „With Me Tonight”     |
| II | 3   | Farida                 | „Dangerous”           |
| II | 4   | Daniel Lukas           | „Kvelertak”           |
| –  | 5   | Christian Ingebrigtsen | „Wonder of the World” |

#### Rezultat
Czterech uczestników zostało podzielonych na dwa duele, które zostały wylosowane na żywo podczas półfinałów. Zwycięzcy każdego pojedynku spotkali się następnie w decydującym złotym duelu, w którym zwycięzca zajął miejsce w finale. Głosowanie składa się w 100% z głosowania telewidzów.
|  |       |                                    |       |                    |   |            |                                    |            |
|  | Duele | Duele                              | Duele |                    |   | Złoty duel | Złoty duel                         | Złoty duel |
|  | Duele | Duele                              | Duele |                    |   | Złoty duel | Złoty duel                         | Złoty duel |
|  |       |                                    |       |                    |   |            |                                    |            |
|  |       |                                    |       |                    |   |            |                                    |            |
|  | 1     | Lily Löwe „Bad Baby”               | N     |                    |   |            |                                    |            |
|  | 1     | Lily Löwe „Bad Baby”               | N     |                    |   |            |                                    |            |
|  | 2     | Steffen Jakobsen „With Me Tonight” | T     |                    |   |            |                                    |            |
|  | 2     | Steffen Jakobsen „With Me Tonight” | T     |                    |   | 2          | Steffen Jakobsen „With Me Tonight” | N          |
|  |       |                                    |       |                    |   | 2          | Steffen Jakobsen „With Me Tonight” | N          |
|  |       |                                    | 3     | Farida „Dangerous” | T |            |                                    |            |
|  | 3     | Farida „Dangerous”                 | 3     | Farida „Dangerous” | T | T          |                                    |            |
|  | 3     | Farida „Dangerous”                 |       |                    |   |            |                                    |            |
|  | 4     | Daniel Lukas „Kvelertak”           | N     |                    |   |            |                                    |            |
|  | 4     | Daniel Lukas „Kvelertak”           | N     |                    |   |            |                                    |            |
|  |       |                                    |       |                    |   |            |                                    |            |

### Trzeci półfinał
Trzeci półfinał odbył się 29 stycznia 2022 roku w H3 Arena w Fornebu. Automatycznym finalistą prezentującym się jako akt interwałowy początkowo miał być Subwoolfer z utworem „Give That Wolf a Banana”, jednak 25 stycznia 2022 z powodu zakażenia COVID-19 ogłoszono, że duet zostanie zastąpiony przez NorthKid z utworem „Someone”.

#### Uczestnicy
| D. | Lp. | Wykonawca     | Piosenka         |
| -- | --- | ------------- | ---------------- |
| I  | 1   | Mari Bølla    | „Your Loss”      |
| I  | 2   | Oda Gondrosen | „Hammer of Thor” |
| II | 3   | Sturla        | „Skår i hjerte”  |
| II | 4   | VILDE         | „Titans”         |
| –  | 5   | NorthKid      | „Someone”        |

#### Rezultat
Czterech uczestników zostało podzielonych na dwa duele, które zostały wylosowane na żywo podczas półfinałów. Zwycięzcy każdego pojedynku spotkali się następnie w decydującym złotym duelu, w którym zwycięzca zajął miejsce w finale. Głosowanie składa się w 100% z głosowania telewidzów.
|  |       |                                |       |                |   |            |                                |            |
|  | Duele | Duele                          | Duele |                |   | Złoty duel | Złoty duel                     | Złoty duel |
|  | Duele | Duele                          | Duele |                |   | Złoty duel | Złoty duel                     | Złoty duel |
|  |       |                                |       |                |   |            |                                |            |
|  |       |                                |       |                |   |            |                                |            |
|  | 1     | Mari Bølla „Your Loss”         | N     |                |   |            |                                |            |
|  | 1     | Mari Bølla „Your Loss”         | N     |                |   |            |                                |            |
|  | 2     | Oda Gondrosen „Hammer of Thor” | T     |                |   |            |                                |            |
|  | 2     | Oda Gondrosen „Hammer of Thor” | T     |                |   | 2          | Oda Gondrosen „Hammer of Thor” | T          |
|  |       |                                |       |                |   | 2          | Oda Gondrosen „Hammer of Thor” | T          |
|  |       |                                | 4     | VILDE „Titans” | N |            |                                |            |
|  | 3     | Sturla „Skår i hjerte”         | 4     | VILDE „Titans” | N | N          |                                |            |
|  | 3     | Sturla „Skår i hjerte”         |       |                |   |            |                                |            |
|  | 4     | VILDE „Titans”                 | T     |                |   |            |                                |            |
|  | 4     | VILDE „Titans”                 | T     |                |   |            |                                |            |
|  |       |                                |       |                |   |            |                                |            |

### Czwarty półfinał
Czwarty półfinał odbył się 5 lutego 2022 roku w H3 Arena w Fornebu. Automatycznym finalistą prezentującym się jako akt interwałowy początkowo miał być NorthKid z utworem „Someone”, jednak 25 stycznia 2022 z powodu zakażenia COVID-19 Subwoofer, artystów prezentujących się w trzecim półfinale ogłoszono, że Northkid wystąpią w trzecim półfinale, a Subwoolfer wystąpią tydzień później.

#### Uczestnicy
| D. | Lp. | Wykonawca       | Piosenka                  |
| -- | --- | --------------- | ------------------------- |
| I  | 1   | Maria Mohn      | „Fly”                     |
| I  | 2   | Alexandra Joner | „Hasta la vista”          |
| II | 3   | Kim Wigaard     | „La melodia”              |
| II | 4   | Sofie Fjellvang | „Made of Glass”           |
| –  | 5   | Subwoolfer      | „Give That Wolf a Banana” |

#### Rezultat
Czterech uczestników zostało podzielonych na dwa duele, które zostały wylosowane na żywo podczas półfinałów. Zwycięzcy każdego pojedynku spotkali się następnie w decydującym złotym duelu, w którym zwycięzca zajął miejsce w finale. Głosowanie składa się w 100% z głosowania telewidzów.
|  |       |                                  |       |                                 |   |            |                  |            |
|  | Duele | Duele                            | Duele |                                 |   | Złoty duel | Złoty duel       | Złoty duel |
|  | Duele | Duele                            | Duele |                                 |   | Złoty duel | Złoty duel       | Złoty duel |
|  |       |                                  |       |                                 |   |            |                  |            |
|  |       |                                  |       |                                 |   |            |                  |            |
|  | 1     | Maria Mohn „Fly”                 | T     |                                 |   |            |                  |            |
|  | 1     | Maria Mohn „Fly”                 | T     |                                 |   |            |                  |            |
|  | 2     | Alexandra Joner „Hasta la vista” | N     |                                 |   |            |                  |            |
|  | 2     | Alexandra Joner „Hasta la vista” | N     |                                 |   | 1          | Maria Mohn „Fly” | N          |
|  |       |                                  |       |                                 |   | 1          | Maria Mohn „Fly” | N          |
|  |       |                                  | 4     | Sofie Fjellvang „Made of Glass” | T |            |                  |            |
|  | 3     | Kim Wigaard „La melodia”         | 4     | Sofie Fjellvang „Made of Glass” | T | N          |                  |            |
|  | 3     | Kim Wigaard „La melodia”         |       |                                 |   |            |                  |            |
|  | 4     | Sofie Fjellvang „Made of Glass”  | T     |                                 |   |            |                  |            |
|  | 4     | Sofie Fjellvang „Made of Glass”  | T     |                                 |   |            |                  |            |
|  |       |                                  |       |                                 |   |            |                  |            |

## Druga szansa
Legenda:

    Uczestnicy zakwalifikowani do drugiego etapu drugiej szansy.
    Zwycięzca drugiej szansy
    Automatyczny finalista

### Pierwszy etap
Pierwszy etap drugiej szansy odbył się 7 lutego 2022 roku w NRK Marienlyst w Oslo.

#### Uczestnicy
4 artystów, którzy otrzymali najwięcej głosów przeszli do drugiego etapu drugiej szansy.
| Lp. | Wykonawca        | Piosenka                     |
| --- | ---------------- | ---------------------------- |
| 1   | Mira Craig       | „We Still Here”              |
| 2   | Trollfest        | „Dance Like a Pink Flamingo” |
| 3   | Eline Noelia     | „Ecstasy”                    |
| 4   | Lily Löwe        | „Bad Baby”                   |
| 5   | Daniel Lukas     | „Kvelertak”                  |
| 6   | Steffen Jakobsen | „With Me Tonight”            |
| 7   | Mari Bølla       | „Your Loss”                  |
| 8   | Sturla           | „Skår i hjerte”              |
| 9   | Vilde            | „Titans”                     |
| 10  | Alexandra Joner  | „Hasta la vista”             |
| 11  | Kim Wigaard      | „La melodia”                 |
| 12  | Maria Mohn       | „Fly”                        |

### Drugi etap
Drugi etap drugiej szansy odbył się 12 lutego 2022 roku w H3 Arena w Fornebu. Automatycznym finalistą prezentującym się jako akt interwałowy została Anna-Lisa Kumoji z utworem „Queen Bees”.

#### Rezultat
Czterech uczestników wykonało swoje konkursowe utwory. Spośród wszystkich czterech artystów, głosowanie telewidzów wyłoniło dwóch duelistów. Z duelu wyłoniono zwycięzcę drugiej szansy.
| Lp.         | Wykonawca        | Piosenka                     |
| Złoty finał | Złoty finał      | Złoty finał                  |
| ----------- | ---------------- | ---------------------------- |
| 1           | Mari Bølla       | „Your Loss”                  |
| 2           | Kim Wigaard      | „La melodia”                 |
| 3           | Maria Mohn       | „Fly”                        |
| 4           | Trollfest        | „Dance Like a Pink Flamingo” |
| 5           | Anna-Lisa Kumoji | „Queen Bees”                 |
| Złoty duel  |                  |                              |
| 1           | Maria Mohn       | „Fly”                        |
| 2           | Trollfest        | „Dance Like a Pink Flamingo” |

## Finał
Legenda:

    Uczestnicy zakwalifikowani do złotego finału lub złotego duelu
    Zwycięzca
Finał odbył się 19 lutego 2022 roku w H3 Arena w Fornebu. W finale udział wzięło 5 automatycznych finalistów, 4 zwycięzców półfinałów oraz zwycięzca drugiej szansy.

### Rezultat
W pierwszej rundzie, z finału zostało wyłonionych 4 uczestników, którzy przejdą do etapu złotego finału, po czym ponownie zostało otwarte głosowanie, oraz pokazano skróty występów złotych finalistów. Głosowanie wybierze następnie dwóch złotych duelistów, którzy ponownie przedstawią na żywo swoje utwory. Po występach odbyło się kolejne głosowanie, gdzie został wybrany zwycięzca Melodi Grand Prix 2022 oraz reprezentant Norwegii w 66. Konkursie Piosenki Eurowizji w Turynie.
| Lp.         | Wykonawca              | Piosenka                  |
| Finał       | Finał                  | Finał                     |
| ----------- | ---------------------- | ------------------------- |
| 1           | Oda Gondrosen          | „Hammer of Thor”          |
| 2           | NorthKid               | „Someone”                 |
| 3           | Anna-Lisa Kumoji       | „Queen Bees”              |
| 4           | Farida                 | „Dangerous”               |
| 5           | Sofie Fjellvang        | „Made of Glass”           |
| 6           | Frode                  | „Black Flowers”           |
| 7           | Christian Ingebrigtsen | „Wonder of the World”     |
| 8           | Maria Mohn             | „Fly”                     |
| 9           | Subwoolfer             | „Give That Wolf a Banana” |
| 10          | Elsie Bay              | „Death of Us”             |
| Złoty finał |                        |                           |
| 1           | NorthKid               | „Someone”                 |
| 2           | Sofie Fjellvang        | „Made of Glass”           |
| 3           | Subwoolfer             | „Give That Wolf a Banana” |
| 4           | Elsie Bay              | „Death of Us”             |

| Lp.        | Wykonawca  | Piosenka                  | Sørlandet  | Sørlandet  | Midt-Norge | Midt-Norge | Nord-Norge | Nord-Norge | Vestlandet | Vestlandet | Østlandet  | Østlandet  | Łącznie    | Łącznie    | Miejsce    |
| Lp.        | Wykonawca  | Piosenka                  | Głosy      | %          | Głosy      | %          | Głosy      | %          | Głosy      | %          | Głosy      | %          | Głosy      | %          | Miejsce    |
| Złoty duel | Złoty duel | Złoty duel                | Złoty duel | Złoty duel | Złoty duel | Złoty duel | Złoty duel | Złoty duel | Złoty duel | Złoty duel | Złoty duel | Złoty duel | Złoty duel | Złoty duel | Złoty duel |
| ---------- | ---------- | ------------------------- | ---------- | ---------- | ---------- | ---------- | ---------- | ---------- | ---------- | ---------- | ---------- | ---------- | ---------- | ---------- | ---------- |
| 1          | NorthKid   | „Someone”                 | 28,095     | 43.44      | 40,288     | 47.22      | 79,548     | 73.47      | 57,369     | 41.12      | 106,923    | 37.84      | 312,223    | 45.89      | 2          |
| 2          | Subwoolfer | „Give That Wolf a Banana” | 36,576     | 56.56      | 45,038     | 52.78      | 28,731     | 26.53      | 82,146     | 58.88      | 175,615    | 62.16      | 368,106    | 54.11      | 1          |

## Oglądalność
Konkurs był transmitowany na żywo w NRK1 i NRK TV.
| Etap         | Odcinek | Data             | Liczba widzów | Liczba widzów | Liczba widzów | Udział w rynku | Źr.    |
| Etap         | Odcinek | Data             | NRK1          | NRK TV        | Lączna        | Udział w rynku | Źr.    |
| ------------ | ------- | ---------------- | ------------- | ------------- | ------------- | -------------- | ------ |
| Półfinały    | P1      | 15 stycznia 2022 | 555 tys.      | 30 tys.       | 585 tys.      | 42,9%          | [ 8 ]  |
| Półfinały    | P2      | 22 stycznia 2022 | b.d.          | b.d.          | 575 tys.      | 47,3%          | [ 9 ]  |
| Półfinały    | P3      | 29 stycznia 2022 | 517 tys.      | 30 tys.       | 532 tys.      | 44,7%          | [ 10 ] |
| Półfinały    | P4      | 5 lutego 2022    | b.d.          | b.d.          | 533 tys.      | 46,0%          | [ 11 ] |
| Druga szansa | E1      | 7 lutego 2022    | b.d.          | b.d.          | 471 tys.      | 29,4%          | [ 12 ] |
| Druga szansa | E2      | 12 lutego 2022   | b.d.          | b.d.          | 437 tys.      | 39,0%          | [ 12 ] |
| Finał        | –       | 19 lutego 2022   |               |               |               |                |        |